# Rulletta

Costruzione di una rulletta: nel caso specifico, un cissoide di Diocle

Si definisce rulletta o polare mobile il luogo dei punti occupati nel tempo dai centri di istantanea rotazione di un membro cinematico (organo meccanico) in un sistema di riferimento mobile (variabile nel tempo come orientazione e centro).
In un moto piano, si può dimostrare che ogni atto di moto di un corpo rigido che non sia puramente traslatorio è rotatorio, ossia che può essere descritto, istante per istante, come una rotazione attorno a un punto che rimane fermo. Questo punto, detto centro di istantanea rotazione, non rimane però in generale uguale a sé stesso, ma si modifica nel tempo. Il luogo di tutte le posizioni che occupa, visto da un osservatore solidale col corpo in movimento è una linea che è detta appunto rulletta o polare mobile. In contrapposizione, lo stesso luogo, descritto dal punto di vista del piano in cui avviene il movimento, è detto base o polare fissa.
L'esempio più intuitivo è quello di una ruota che rotola su una linea senza strisciare: il punto di contatto tra ruota e linea è il centro di istantanea rotazione, poiché è l'unico punto fermo nel movimento della ruota (la velocità verticale è nulla perché altrimenti la ruota si alzerebbe dalla linea o la penetrerebbe, la velocità orizzontale è nulla perché altrimenti la ruota striscerebbe). Tale punto, però, cambia continuamente: visto dal punto di vista del sistema di riferimento fisso, tutti questi punti descrivono appunto la linea su cui rotola la ruota. Dal punto di vista del riferimento solidale con la ruota, invece, è chiaro che i centri di istantanea rotazione si trovano sempre sulla periferia della stessa: la linea che descrivono è semplicemente la sua circonferenza.